# Stawky (obwód kijowski)
Stawky (ukr. Ставки) – wieś na Ukrainie, w obwodzie kijowskim, w rejonie fastowskim, w hromadzie Kożanka. W 2001 liczyła 476 mieszkańców, spośród których 472 wskazało jako ojczysty język ukraiński, a 4 rosyjski.